# Budzisz (wieś)
Budzisz – wieś w Polsce, w województwie pomorskim, w powiecie sztumskim, w gminie Dzierzgoń. Wieś jest siedzibą sołectwa w którego skład wchodzi również miejscowość Chojty.
W latach 1975–1998 miejscowość administracyjnie należała do województwa elbląskiego.

## Zabytki
- Wiatrak typu Holender z drugiej połowy XIX wieku (w ruinie)[4].